# Allen Lawrence Pope
Pour les articles homonymes, voir Pope (homonymie).
Allen Lawrence Pope, né le 20 octobre 1928 et mort le 4 avril 2020, est un ancien pilote de l'armée de l'air américaine ayant grade de lieutenant, et ancien pilote de la compagnie Civil Air Transport. Il devient célèbre lorsqu'il est abattu le 18 mai 1958, alors qu'il pilote un bombardier Douglas B-26 Invader au cours d'une mission de soutien à la rébellion de la Permesta contre le gouvernement du président Soekarno.

## Carrière
Après avoir combattu durant la guerre de Corée, où il reçut la Distinguished Flying Cross, il rejoignit en 1954 la compagnie aérienne Civil Air Transport (CAT, qui deviendra par la suite Air America) et fit partie des pilotes des Fairchild C-119 Flying Boxcar qui parachutèrent vivres et munitions aux soldats français assiégés durant la bataille de Dien Bien Phu. 
Le 18 mai 1958, en Indonésie, Pope travaillait en secret pour la CIA et aidait les rebelles de la Permesta lorsqu'il fut abattu. Sa capture, ainsi que des documents compromettants, embarrassèrent le gouvernement des États-Unis. Il fut condamné à mort mais libéré à la demande de l'administration John F. Kennedy le 22 août 1962.
Revenu aux États-Unis, il s’installe à Miami. Son épouse demande le divorce. Pope travaille à nouveau pour la Southern Air Transport.
Le 24 février 2005, il a été fait Chevalier de la Légion d'honneur par Jean-David Levitte lors d'une cérémonie à la résidence de l'ambassadeur de France aux États-Unis le 10 mai 2008 en même temps que six autres pilotes du C.A.T. pour ses 57 missions risquées durant la guerre d'Indochine.